# Filozofie statistiky
Filosofie statistiky je odvětví filosofie vědy, které se věnuje studiu významu, ospravedlnění, potenciálních možností využití a zneužití statistiky, její metodologie a etických a epistemologických problémů spojených s úvahami o volbě a interpretaci dat a statistických metod. Dnešní paradigmata statistiky, zejména možnosti a úskalí logické indukce byla položena v pracích Ronalda Fishera (1973), Jerzy Neymana (1967) a Bruno de Fennetiho (1964) a v podstatě tvoří základ zájmu filosofie.

## Vývoj

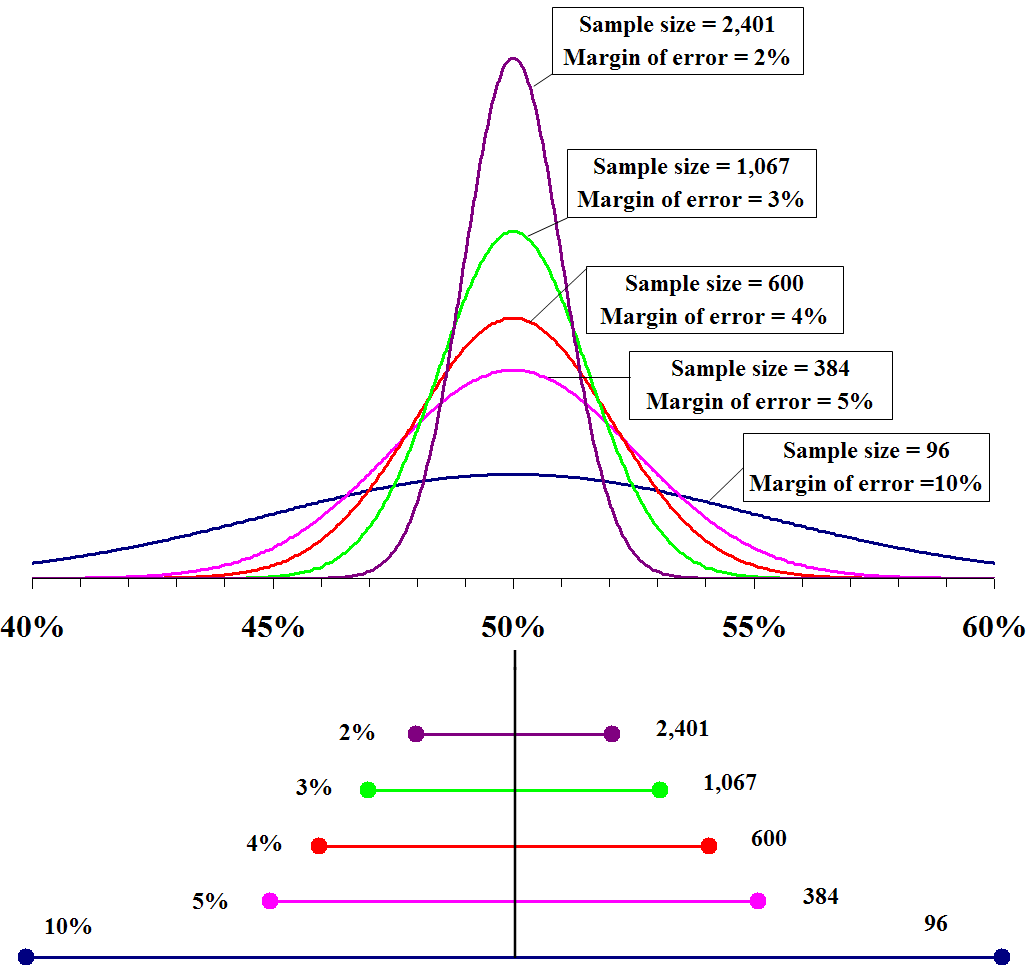
Při vyhodnocování výzkumu je hladina spolehlivosti (tedy pravděpodobnost, že naše výsledky jsou správně) subjektivní veličinou a pravidlo, podle kterého je statistickou chybou hodnota, s jejíž pravdivostí jsme si na 34% procent jisti je věcí konsensu.

Na úskalí logické indukce upozorňoval již David Hume (1739), když poukazoval na to, že v principu problém nastane, když výzkumník udělá závěr na základě své intuice, tedy na základě nepozorovaného souboru dat. To bohužel dělá ze statistických chyb neřešitelný problém, protože když výzkumník stanoví obecné pravidlo na základě svého pozorování, nikdy nemůže vědět, jestli se vesmír skutečně 100% chová podle tohoto zákona.
Mezi průkopníky oboru patří například americký statistik Leo Breiman, který ve své práci "Dvě kultury" studuje, nakolik se mohou lišit různé závěry vykonané nad stejnou statistikou. Někteří statistici ("kultura modelování dat") počítají s Coxovými vzorci a principem tohoto přístupu je, že na začátku odhadneme hodnotu naší proměnné, parametrů a možností chyby - data, která jsou "šumem" a podle tohoto odhadu pak filtrujeme své výsledky. Naproti tomu škola "algoritmického modelování dat" přistupují k funkci (závislosti), kterou analyzují jako k "černé skřínce", do které dáváme jistá data a vypadávají nám určitým způsobem transformovaná.
Vědci vedou v současnosti debatu o tom, nakolik je třeba zpochybňovat výsledky svých studií z hlediska statistiky, i přesto, že princip je správně ("metodologický terorismus"). Na problém na svém blogu "Error statistics philosophy" upozornila filozofka statistiky Deborah Mayo, Phd.

## Obor zájmu
Filosofie statistiky se zabývá:

Anscombe's quartet: Čtveřice grafů s odlišným rozložením hodnot ale stejnou tendencí růstu na kterých r. 1973 statistik Francis Anscombe demonstroval, že grafy jsou stejně informačně nosné, jako tabulky, při zjednodušování dat však hrozí misinterpretace výsledků.

- Základy statistiky zahrnující problémy matematické statistiky, jejích cílů a metod, uvážení parametrů a interpretaci významu závěrů vycházejících z teorie. Diskuse selekce cílů a významu optimalizace dat byla základem filosofie vědy.
- Jak tvrdí David Cox, každá interpretace pozorování je ve skutečnosti statistickým modelem. Úkolem filosofie statistiky je sladit teorii a praxi.[6]
- Filosofie statistiky pomáhá plánování experimentů svou debatou o věrohodnosti dat, určuje tedy do jaké míry se můžeme spolehnout na vědeckou metodu, že výsledek není statistickou chybou.

- Rozlišováním základních metod zpracování dat jako je logická indukce a dedukce.[7] Hacking ve své studii například upozorňuje na to, že výzkumníci často zanedbávají rozlišování indukce a klasického uvažování.[8]
- Etikou spojenou s epistemologií a medicínskými aplikacemi vyvěrající z potenciální možnosti zneužití statistiky jako selekce metody transformace dat za účelem získání žádaných závěrů.